# Yvonne Visser
Yvonne Carolin Visser (* 9. Juli 1965 in Millarville) ist eine kanadische Biathlontrainerin und eine ehemalige Biathletin.
Yvonne Visser startete für den Foothills Nordic Ski Club. Sie nahm erstmals 1986 in Falun an Weltmeisterschaften teil und belegte die Ränge 18 im Sprint und 20 im Einzel. Ein Jahr später wurde sie in Lahti sowohl im Einzel wie auch im Sprint 26. Einen weiteren WM-Einsatz hatte Visser erst wieder 1990 in Minsk, wo sie 41. des Einzels wurde. Höhepunkt der Karriere wurden die Olympischen Winterspiele 1992 in Albertville, wo Biathlon erstmals auch für Frauen olympisch war. Im ersten olympischen Rennen, dem Sprint, belegte die Kanadierin den 59. Platz und erreichte im Einzel Rang 52. Nächste internationale Meisterschaften wurden die 1993 in Borowetz. In Bulgarien erreichte sie den 25. Platz im Einzel, wurde 40. des Sprints und kam als Schlussläuferin mit Gillian Hamilton, Myriam Bédard und Lise Meloche auf Platz 12 im Staffelrennen. An den Olympischen Winterspielen 1994 in Lillehammer nahm sie nicht teil, erst bei den Weltmeisterschaften 1994 in Canmore in ihrer kanadischen Heimat, wo die nicht-olympischen Wettbewerbe im Mannschaftsrennen ausgetragen wurden, lief sie ihre letzte internationale Meisterschaft. Mit Lise Meloche, Kristin Berg und Jane Isakson erreichte sie den sechsten Platz. Im Weltcup erreichte die Kanadierin mehrfach die Punkteränge, darunter zwei 17. Ränge in Einzel in der Saison 1993/94. Nach ihrer aktiven Karriere wurde Visser Trainerin. 1999 wurde sie Trainerin des Jahres in Kanada. Sie lebt in Nanaimo.

## Weltcup-Platzierungen
Die Tabelle zeigt alle Platzierungen (je nach Austragungsjahr einschließlich Olympische Spiele und Weltmeisterschaften).
- 1.–3. Platz: Anzahl der Podiumsplatzierungen
- Top 10: Anzahl der Platzierungen unter den ersten zehn (einschließlich Podium)
- Punkteränge: Anzahl der Platzierungen innerhalb der Punkteränge (einschließlich Podium und Top 10)
- Starts: Anzahl gelaufener Rennen in der jeweiligen Disziplin

| Platzierung                                                                                                | Einzel | Sprint | Verfolgung | Massenstart | Team | Staffel | Gesamt |
| --- | ------ | ------ | ---------- | ----------- | ---- | ------- | ------ |
| 1. Platz                                                                                                   |        |        |            |             |      |         |        |
| 2. Platz                                                                                                   |        |        |            |             |      |         |        |
| 3. Platz                                                                                                   |        |        |            |             |      |         |        |
| Top 10 |        |        |            |             | 1    |         | 1      |
| Punkteränge                                                                                                | 5      | 2      |            |             | 1    | 1       | 9      |
| Starts | 15     | 16     |            |             | 1    | 1       | 33     |
| Stand: Karriereende, einschließlich Weltmeisterschaften und Olympischen Spielen, Daten wohl nicht komplett |        |        |            |             |      |         |        |